# Пречна
Пречна (словен. Prečna) — поселення в общині Ново Место, регіон Південно-Східна Словенія, Словенія.